# Дорога в Середзем'я
«Дорога в Середзем'я» (англ. The Road to Middle-earth) — фундаментальне наукове дослідження творів письменника Джона Р. Р. Толкіна, написане британським філологом і літературознавцем Томом Шиппі. Вперше опубліковане у 1982 році. Згідно з низкою оцінок є найкращою та еталонною науковою працею про творчість Толкіна.

## Зміст
Автор книги, Том Шиппі, викладав у Оксфордському університеті одночасно з Толкіном. Так само, як і у Толкіна, сферою його наукової діяльності було вивчення давньоанглійської і середньоанглійської мов. З 1979 року протягом 14 років він обіймав посаду професора на кафедрі англійської мови та середньовічної англійської літератури в університеті Лідса, яку Толкін очолював на початку кар'єри.
У своєму дослідженні Шиппі викладає суть застосовуваного Толкіном творчого методу «творення на основі філології» та розглядає джерела, що надихнули письменника на написання творів про світ Середзем'я, серед яких «Беовульф», Старша і Молодша Едди, «Сага про Вьольсунґів», «Калевала», середньоанглійські поеми «Сер Ґавейн і Зелений Лицар», «Сер Орфео» і «Перлина», збірки казок братів Грімм, Асбйорнсена і Мое, твори Джорджа Макдональда і Вільяма Морріса.

## Сприйняття
Історик культури Сергій Алексєєв у своїй книзі про Толкіна назвав «Дорогу в Середзем'я» «фундаментальною працею», створеною «найвизначнішим британським академічним толкінознавцем». На думку рецензента американського літературного журналу Kirkus Reviews «Дорога в Середзем'я» стала «найкориснішою книгою про Толкіна з часів біографії Карпентера». Угорський медієвіст Гергей Надь у рецензії на третє видання «Дороги в Середзем'я», опублікованій у науковому журналі Tolkien Studies, зазначив, що книга Шиппі — «найкраще з усього, колись написаного про Толкіна». На думку дослідника, «Дорога в Середзем'я» є «основоположною монографією», яка з моменту свого видання стала символом джерелознавчого підходу до вивчення творів Толкіна. Відповідно до «Енциклопедії Дж. Р. Р. Толкіна» серед найважливіших толкінознавчих досліджень книга Шиппі «залишається еталоном, за яким мають оцінюватися всі інші літературознавчі праці».